# Віттая Лаохакул
Віттая Лаохакул (тай. วิทยา เลาหกุล; нар. 1 лютого 1954, Ламфун, Таїланд) — тайський футболіст, та тренер, виступав на позиції опорного півзахисника. З 2016 по 2018 рік працював технічним директором тайського футболу. Перший тайський футболіст, який грав за європейський клуб, у німецькій Бундеслізі за «Герту» (Берлін).

## Кар'єра гравця
Народився в тайській провінції Ламфун. Футбольну кар'єру розпочав у столичному клубі «Раджпраха». У 1977 році виїхав до Японії, де підсилив «Янмар Дизель».
У 1979 році перебрався до представника німецької Бундесліги «Герти», в якій став першим гравцем з Таїланду. За три роки, проведені в столичному клубі, зіграв 33 матчі в чемпіонаті Німеччини, а за підсумками сезону 1979/80 років разом з «Гертою» вилетів до Другої Бундесліги. Після переходу в «Саарбрюкен» почав отримувати більше ігрового часу, за два роки зіграв 53 матчі та відзначився 7-ма голами. Найбільшим успіхом Віттая у вище вказаний період став титул чемпіона Оберліги Південний-Захід 1982/83 та вихід у Другу Бундеслігу.
Після виступів у «Саарбрюкені» повернувся на короткий період часу до рідного клубу «Раджпраха». проте вже в 1986 році знову виїхав до Японії, де став гравцем «Мацушити».

## Кар'єра тренера

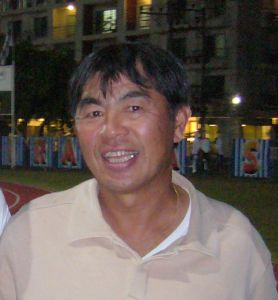
Віттая Лаохакул у 2010 році

У 1988 році призначений помічником головного тренера «Мацушити», одного з клубів-засновників Джей-ліги в 1992 році.
Повернувшись до Таїланду, очолив «Бангкок Банк» і привів клуб до першого місця в Таїландській футбольній лізі 199/97 та кваліфікації до Ліги чемпіонів АФК. У 1997 році визнаний найкращим тренером Таїланду.
У 2004 році очолив «Чонбурі», а наступного року привів Чонбурі до перемоги в Провінціональну лігу та піднятися до Прем'єр-ліги Таїланду в сезоні 2006 року.
Після цього повернувся до Японії, де тренував «Гайнаре Тотторі», клубом із третього найвищого дивізіону, перед яким стояло завдання вийти до Джей-ліги.
У 2011 році знову приєднався до «Чонбурі» на посаді головного тренера, але наприкінці тайської Прем'єр-ліги 2013 року Віттайя залишив свою посаду, щоб перейти працювати технічним директором.

## Досягнення

### Як гравця

#### Клубні
«Саарбрюкен»
- Оберліга Південний-Захід
  -  Чемпіон (1): 1983

#### Збірна
- Ігри Південно-Східної Азії
  -  Чемпіон (1): 1977[3]

### Як тренера
«Ґамба Осака»
- Кубок Імператора Японії
  -  Володар (1): 1990

- Кубок короля Таїланду
  -  Володар (1): 1992

«Бангкок Банк»
- Чемпіонат Таїланду
  -  Чемпіон (1): 1996/97

Індивідуальні
- Найкращий тренер Таїланду (1): 1997